# 甲烷嗜热菌属
甲烷嗜热菌属（学名：Methanothermus）為甲烷杆菌目甲烷嗜热菌科的一属革兰氏阳性菌。可能生活在高温含硫酸盐的地带。此属的模式种为炽热甲烧嗜热菌('Methanothermus fervidus)。

## 下属物种
- 炽热甲烧嗜热菌 Methanothermus fervidus Stetter 1982
- 集结甲烧嗜热菌 Methanothermus sociabilis Stetter 1986